# Spongiaxius
Spongiaxius is een geslacht van kreeftachtigen uit de klasse van de Malacostraca (hogere kreeftachtigen).

## Soorten
- Spongiaxius brucei (Sakai, 1986)
- Spongiaxius holthuisi Poore & Collins, 2010
- Spongiaxius novaezealandiae (Borradaile, 1916)